# Coryphantha ottonis
Coryphantha ottonis ist eine Pflanzenart in der Gattung Coryphantha aus der Familie der Kakteengewächse (Cactaceae). Das Artepitheton ottonis ehrt den deutschen Gärtner und Botaniker Christoph Friedrich Otto.

## Beschreibung
Coryphantha ottonis wächst einzeln mit kugelförmigen, glänzend dunkelgrünen oder graugrünen Trieben, die bei Durchmessern von 4 bis 7 Zentimeter Wuchshöhen von bis zu 12 Zentimeter erreichen. Die weichen, bis 15 Millimeter langen Warzen sind konisch geformt. Die Axillen sind dicht bewollt und tragen Nektardrüsen. Die ein bis vier grauen, gelblichen oder rötlichen, steifen Mitteldornen sind bei Jungpflanzen normalerweise gehakt und bei älteren Pflanzen gerade. Sie sind  1,5 bis 2 Zentimeter lang. Die acht bis zehn gelben bis rötlichen Randdornen weisen Längen von bis zu 1,2 Zentimeter auf.
Die weißen, hellgelben, rosafarbenen oder leuchtend rosaroten Blüten sind 3 bis 6 Zentimeter lang und erreichen Durchmesser von 4 bis 6,5 Zentimeter.

## Verbreitung, Systematik und Gefährdung
Coryphantha ottonis ist in den mexikanischen Bundesstaaten Durango, Zacatecas, Guanajuato, Hidalgo, Jalisco, México, Puebla, Tlaxcala und Querétaro auf Weideland weit verbreitet.
Die Erstbeschreibung als Mammillaria ottonis durch Ludwig Georg Karl Pfeiffer wurde 1838 veröffentlicht. Charles Lemaire stellte die Art 1868 in die Gattung Coryphantha. Ein nomenklatorisches Synonym ist Cactus ottonis (Pfeiff.) Kuntze (1891, nom. illeg. ICBN-Artikel 53.1).
In der Roten Liste gefährdeter Arten der IUCN wird die Art als „Least Concern (LC)“, d. h. als nicht gefährdet geführt.

## Nachweise